# Гамильтон, Густав, 1-й виконт Бойн
Густав Гамильтон, 1-й виконт Бойн (англ. Gustavus Hamilton, 1st Viscount Boyne; 1642 — 16 сентября 1723) — ирландский военный и политик.

## Рождение и происхождение
Густав родился в 1642 году, вероятно, в замке Манорхамилтон, графство Литрим, Ирландия, построенном его отцом. Третий сын Фредерика Гамильтона и Сидни Воган. Его отец был пятым и младшим сыном Клода Гамильтона, 1-го лорда Пейсли, и братом Джеймса Гамильтона, 1-го графа Аберкорна.
Густав был назван в честь шведского короля Густава Адольфа, за которого его отец сражался во время Тридцатилетней войны в Германии.

## Ранняя жизнь
Отец Гамильтона умер в 1647 году в Шотландии, когда Гамильтону было около пяти лет. Гамильтон поступил в Тринити-колледж в Дублине в 1661 году, но, похоже, бросил учебу, не получив степени. В 1672 году он отправился во Францию и стал капитаном в полку сэра Джорджа Гамильтона, своего кузена, сына сэра Джорджа Гамильтона, 1-го баронета из Доналонга, своего двоюродного брата. Полк сражался за Людовика XIV против Священной Римской империи во франко-голландской войне (1672—1678) на верхнем Рейне в сражениях при Зинсхайме и Энтзхайме в 1674 году, а также в сражениях при Туркхайме, Зальцбахе и Альтенхайме в 1675 году. Когда сэр Джордж был убит в бою на Коль-де-Саверн в 1676 году, Гамильтон уехал и вернулся в Ирландию.

## Карьера
В 1677 году Густав Гамильтон сопровождал Джеймса Батлера, 1-го герцога Ормонда, в Оксфорд, где он получил степень доктора гражданского права в Оксфордском университете. К 1678 году он был капитаном ирландской армии. Гамильтон был назначен в Тайный совет Ирландии после восшествия на престол короля Англии Якова II в 1685 году.
В 1688 году Густав Гамильтон служил в чине майора в полку Уильяма Стюарта, 1-го виконта Маунтджоя, в Дерри. Во время Славной революции Густав Гамильтон поддержал Вильгельма Оранского. В 1689 году в течение пяти недель он руководил обороной Колрейна, осажденного Ричардом Гамильтоном. Густав Гамильтон командовал полком в битве на реке Бойн 1 июля 1690 года, когда под ним была ранена лошадь, затем принимал участие в осаде Атлона в июне 1691 года и Огриме в июне 1691 года.
В 1691—1710, 1716—1723 годах Густав Гамильтон занимал должность вице-адмирала Ольстера. В период с 1710 по 1715 год эту должность занимал его старший сын достопочтенный Фредерик Гамильтон.
Густав Гамильтон заседал в Ирландской палате общин от графства Донегол (1692—1693, 1695—1699, 1703—1713) и Страбана (1713—1714).
Гамильтон был произведен в бригадные генералы в 1696 году и генерал-майоры в 1704 году. В 1706 году он ушел в отставку из своего полка и был заменен подполковником Джоном Ньютоном. В мае 1710 года королева Анна назначила его членом Тайного совета Ирландии.
В 1714 году, при восшествии на английский престол Георга I, Густав Гамильтон был сохранен в новом Тайном совета Ирландии. 20 октября 1715 года он был возведен в пэрство Ирландии как барон Гамильтон из Стакаллана в графстве Митр (Пэрство Ирландии). 20 августа 1717 года Густав Гамильтон был еще больше удостоен чести от короля, когда он был создан виконтом Бойном, в провинции Лейнстер (Пэрство Ирландии). В 1719 году он участвовал во взятии Виго.

## Брак и дети
Густав Гамильтон женился на Элизабет Брук (? — 28 декабря 1721), второй дочери сэра Генри Брука (? — 1671) и Энн Сент-Джордж (? — 1685). У Густава и Элизабет было трое сыновей и одна дочь:
- Достопочтенный Фредерик Гамильтон (ок. 1663 — 13 декабря 1715)[2]. В 1707 году он женился на Софии Гамильтон, от брака с которой у него было два сына и две дочери. Он умер раньше своего отца, но его сын стал вторым виконтом.
- Достопочтенный Густав Гамильтон (ок. 1685 — 26 февраля 1735)[2], депутат Ирландской палаты общин от графства Донегол. В 1717 году он женился на Доротее Беллью, от брака с которой у него было два сына и пять дочерей.
- Достопочтенный Генри Гамильтон (1692 — 3 июня 1743)[2], депутат Ирландской палаты общин от графства Донегол. В 1722 году он женился на Мэри Доусон, от брака с которой у него было пять сыновей и две дочери.
- Достопочтенная Элизабет Гамильтон[2], она вышла замуж за Чарльза Ламбарта (? — 1753), от брака с которым у неё было трое сыновей.

## Смерть и преемственность
Лорд Бойн скончался 16 сентября 1723 года и был похоронен в церкви Стакаллана. Его старший сын Фредерик умер раньше него в 1715 году, и Бойну наследовал его внук Густав в качестве 2-го виконта Бойна.